# Daniel Gildenlöw
Daniel Gildenlöw (Eskilstuna, Suècia, 5 de juny de 1973) és un músic i compositor suec. És conegut per ser el cantant i multiinstrumentista de la banda de metall progressiu Pain of Salvation. En aquesta banda, és el principal compositor, guitarra solista, i la ment pensant rere cadascun dels seus àlbums conceptuals. Fou també membre oficial de la banda The Flower Kings, però va ser forçat a deixar-la abans de la seva gira pels Estats Units el 2005 perquè no va obtenir el visat d'entrada en oposar-se a cedir dades biomètriques.

## Timeline
- 1984 - Gildenlöw forma la banda Reality als 11 anys.
- 1991 - Reality canvia de nom i passa a anomenar-se Pain of Salvation.
- 1997 - Pain of Salvation edita el seu primer disc, Entropia.
- 2001 - Gildenlöw entra a formar part de Transatlantic durant la seva gira europea.
- 2002 - Gildenlöw apareix com a músic convidat a The Flower Kings, posant veus, guitarra, teclats i percussions tant al disc com a la gira.
- 2002 - Pain of Salvation encapçala la segona nit del festival ProgPower II als Estats Units.
- 2004 - Pain of Salvation actua al festival ProgPower V dels Estats Units.
- 2004 - Gildenlöw és nomenat membre oficial de The Flower Kings.
- 2005 - Gildenlöw deixa The Flower Kings per motius polítics o ideològics.[2]
- 2006 - Gildenlöw i la seva dona Johanna tenen un nen, Sandrian Silver Isidor Khan.
- 2006 - Gildenlöw posa la seva veu al tema "Threnody for an Endling" de l'àlbum d'Axamenta' Ever-arch-i-tech-ture.
- 2006 - Mayones aprova un model de guitarra propi d'en Gildenlöw, "Elements"
- 2007 - Gildenlöw posa la seva veu al tema "Repentance" del disc Systematic Chaos de Dream Theater.
- 2008 - Gildenlöw participa en el projecte 01011001 d'Ayreon.
- 2009 - Gildenlöw i la seva dona tenen un segon fill, Jonathan Lennon Tintiro Nimh.
- 2010 - Gildenlöw torna a actuar novament amb Transatlantic a la seva gira Whirld Tour.
- 2011 - Gildenlöw i la seva dona Johanna tenen un tercer fill, Morris.

## Discografia

### Pain of Salvation
- Hereafter (1996) (demo)
- Entropia (1997)
- One Hour by the Concrete Lake (1998)
- Ashes (2000) (single)
- The Perfect Element, part I (2000)
- Remedy Lane (2002)
- 12:5 (2004)
- "BE" (2004)
- BE (Original Stage Production) (2005) (DVD en directe)
- BE (Original Stage Production) (2005) (CD en directe)
- Scarsick (2007)
- On the Two Deaths of Pain of Salvation (2009) (CD en directe)
- Ending Themes (2009) (DVD en directe)
- Linoleum EP (2009)
- Road Salt One (2010)
- Road Salt Two (2011)

### Soviac
- GMC Out In The Fields (2002) (guitarra a Don Chinos)

### The Flower Kings
- Unfold the Future (2002) (veus)
- Meet the Flower Kings (2003) (en directe) (guitarra, teclats, veus percussions)
- Adam & Eve (2004) (guitarra, teclats, veus, percussions)
- The Road Back Home (2007) (recopilació) (veus)

### Crypt of Kerberos
- The Macrodex of War (2005) (recopilació)

### Daniele Liverani
- Genius : A Rock Opera-Episode 1-A Human Into A Dream World (veus) a Twinspirit n.32
- Genius : A Rock Opera-Episode 2-In Search Of The Little Prince (2004) (veus) a Twinspirit n.32
- Genius : A Rock Opera-Episode 3-The final surprise (2007) (veus) a Twinspirit n.32

### Axamenta
- Ever-Arch-I-Tech-Ture (2006) (veus, melodies vocals/arrengaments al 8è tema, Threnody For An Endling)

### Spastic Ink
- Ink Compatible Cançó titulada "Melissa's Friend"(2004) (veus)

### Transatlantic
- Live in Europe (2003) (guitarra teclats, percussions, veus)
- Whirld Tour 2010: Live in London (2010) (teclats, guitarres, percussions, samplers, veus)
- Kaleidoscope (2014) (veus a "Into the Blue")

### Dream Theater
- Systematic Chaos (2007) (veus al tema "Repentance")

### Diversos artistes
- ProgAID - All around the World (2005) (veus)

### Hammer of the Gods
- Two Nights in North America (2006) (veus)

### Ayreon
- 01011001 (2007) (veus)

### Ephrat
- No Ones Words (2008) (veus al tema "The Sum of Damage Done")

### For All We Know
- For All We Know (Album) (2011) (veus a "Keep Breathing")

### Tristema
- Dove Tutto È Possibile (2012) (veus a "L'Assenza (Roses And Thorns)"